# Zebraduva
Zebraduva (Geopelia striata) är en liten duva med naturlig utbredning i Sydostasien men som etablerat frilevande populationer på en rad platser världen runt.

## Fältkännetecken

### Utseende

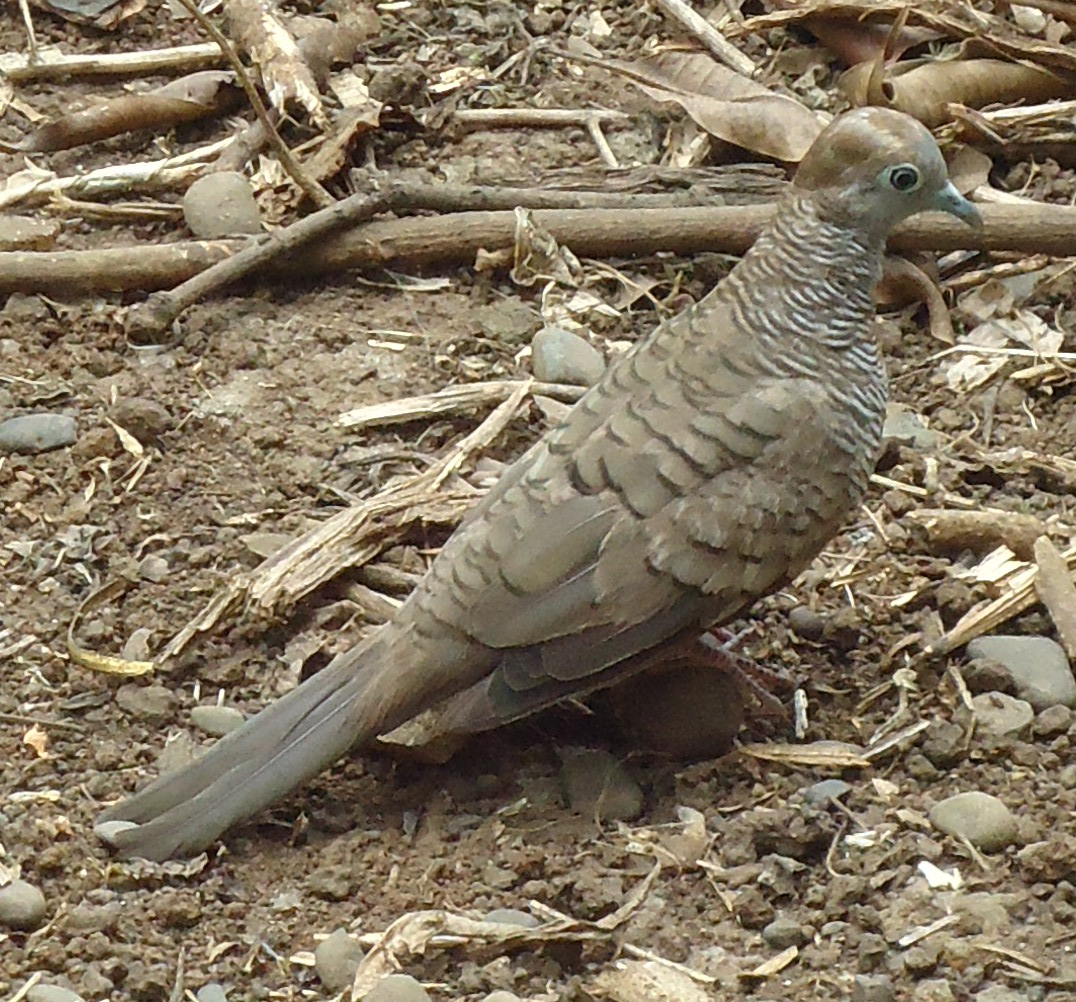
Zebraduva i Mindanao, Filippinerna, där den kallas kurokutok efter artens läte.

Zebraduvan är en liten och slank duva med lång, smal stjärt. Kroppslängden är 20-23 cm och vingbredden 24-26 centimeter. Ovansidan är brungrå med svartvit bandning (därav namnet), medan undersidan är skäraktig med svarta band på sidan av hals, bröst och buk. Ansiktet är blågrått med bar blå hud kring ögat. På stjärten syns vita fjäderspetsar. Ungfågeln är mattare och blekare än den vuxna fågeln, ibland också brunare.

### Läte
Zebraduvan låter höra en serie mjuka staccatotoner som gett den ett ljudhärmande namn på flera språk: perkutuk på indonesiska, kurokutok i Filippinerna och merbuk i Malaysia. 

## Utbredning och systematik
Zebraduvan förekommer från södra Myanmar till Malackahalvön, Sumatra och Java. Den förekommer även på Borneo, Bali, Lombok och i Filippinerna, men där råder det oklarhet huruvida populationerna är ursprungliga eller införda av människan. Arten har etablerat frilevande populationer i Thailand, Laos, Kambodja, Qatar, Tahiti, Hawaiiöarna, Chagosöarna och Seychellerna samt på Sulawesi, Ambon i Moluckerna, Madagaskar, Réunion, Mauritius och Sankta Helena.
Zebraduvan är nära släkt med billabongduvan i Australien och på Nya Guinea samt timorzebraduvan i östra Indonesien, så pass att de tidigare behandlades som en och samma art. Den behandlas som monotypisk, det vill säga att den inte delas in i några underarter.

## Levnadssätt
Zebraduvan hittas i buskmarker, jordbruksområden och öppet landskap i låglänta områden, även i parker och trädgårdar. Den lever av små gräs- och ogräsfrön, men kan också inta insekter och andra små ryggradslösa djur. Fågeln födosöker främst på bar mark, bland kort gräs eller på vägar där den rör sig runt likt en gnagare och kamoufleras av sin fjäderdräkt. Olikt många andra duvor ses den ensam eller i par. 

### Häckning
I sitt ursprungliga utbredningsområde häckar arten från september till juni. Hanen uppvaktar honan genom att buga, kuttra och höja och breda ut stjärten. När honan valt boplats lockar hon dit en hane med gutturala läten för att få hjälp med bobygget. Boet är en enkel plattform av löv och gräs som placeras i en buske eller träd, på marken eller ibland i en fönstersmyg. Den lägger en eller två vita ägg som ruvas av båda föräldrar mellan 13 och 18 dagar. Ugnarna lämnar boet inom två veckor och kan flyga bra efter tre.

## Zebraduvan och människan
I Thailand och Indonesien är zebraduvan populär som husdjur för dess läte, och det hålls ofta tävlingar för att utse duvan som låter bäst. Fångst för burfågelsindustrin har dock lett till att arten blivit sällsynt i delar av Indonesien. Internationella naturvårdsunionen IUCN bedömer dock att dess populationsutveckling i det hela är stabil och kategoriserar fågeln som livskraftig (LC). Den beskrivs som vanligtvis vanligt förekommande, men fåtalig i Bali och på Java och ovanlig i Filippinerna och på Borneo.